# Mons Hadley Delta
Mons Hadley Delta – góra w północnej części widocznej strony Księżyca, w górach Montes Apenninus. Przejęła nazwę od leżącej zaraz na północny wschód góry Mons Hadley, która upamiętnia angielskiego wynalazcę Johna Hadleya. Jej średnica to około 15 km, wznosi się na wysokość 3,9 km i jest niższa od Mons Hadley (4,5 km). Góra jest najbardziej znana z tego, że u jej podnóża wylądował Apollo 15.
Tuż na zachód od Mons Hadley Delta i miejsca lądowania Apollo 15 leży wąwóz Rima Hadley. Przy jego południowo-zachodnim krańcu, na południowy zachód od góry znajduje się wydłużony krater Béla. Jeszcze dalej na południowy zachód, w tym samym paśmie górskim leży masyw Mons Bradley. Na zachód od Mons Hadley Delta położone jest małe morze księżycowe Palus Putredinis, a na południe-południowy wschód krater Aratus.